# Không lực Việt Nam Cộng hòa
La Không lực Việt Nam Cộng hòa, tradotta letteralmente dalla lingua vietnamita Forza aerea della Repubblica del Vietnam, citata anche come Không quân Việt Nam Cộng hòa (Forza aerea del Vietnam del Sud) e conosciuta internazionalmente con la designazione in lingua inglese Vietnam Air Force e con la sigla VNAF,  era l'aeronautica militare del Vietnam del Sud e parte, assieme ad Quân lực Việt Nam Cộng hòa (esercito), Hải quân Việt Nam Cộng hòa (marina militare) e Thủy Quân Lục Chiến (forza di fanteria anfibia, ovvero marine), delle forze armate sudvietnamite.
Istituita nel 1955 rimase operativa fino al 1975, anno della caduta del governo in seguito alla campagna di Ho Chi Minh.

## Mezzi in dotazione
Aerei da attacco al suolo
- Douglas A-1 Skyraider
- Cessna A-37 Dragonfly
- Douglas AC-47 Spooky
- Fairchild AC-119G Shadow
- Fairchild AC-119K Stinger

Bombardieri

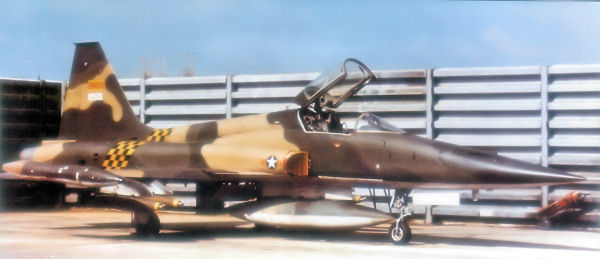
VNAF F-5C Bien Hoa Air Base, 1971

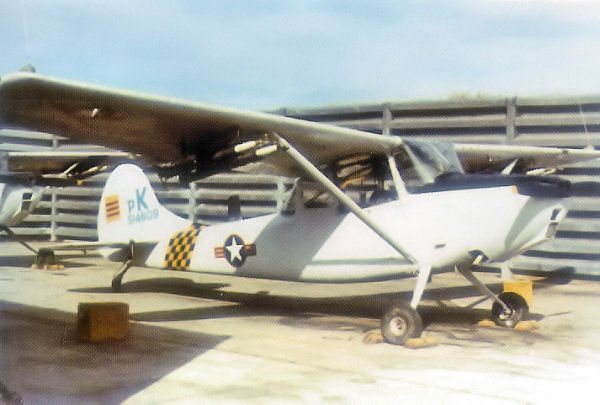
O-1 observation aircraft of the 112th Liaison Squadron / 23rd Tactical Wing - South Vietnamese Air Force - Bien Hoa Air Base - 1971

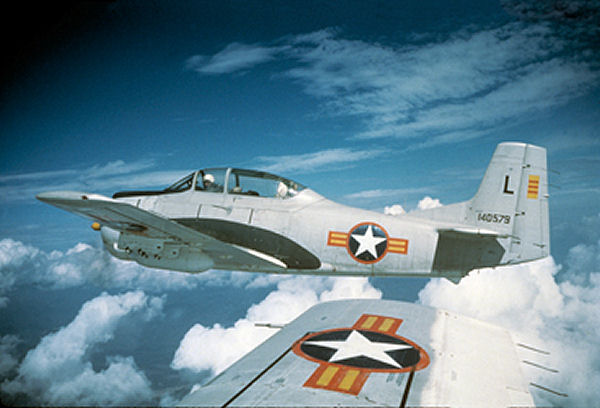
4400th CCTS T-28 wearing South Vietnamese markings flies over Vietnam

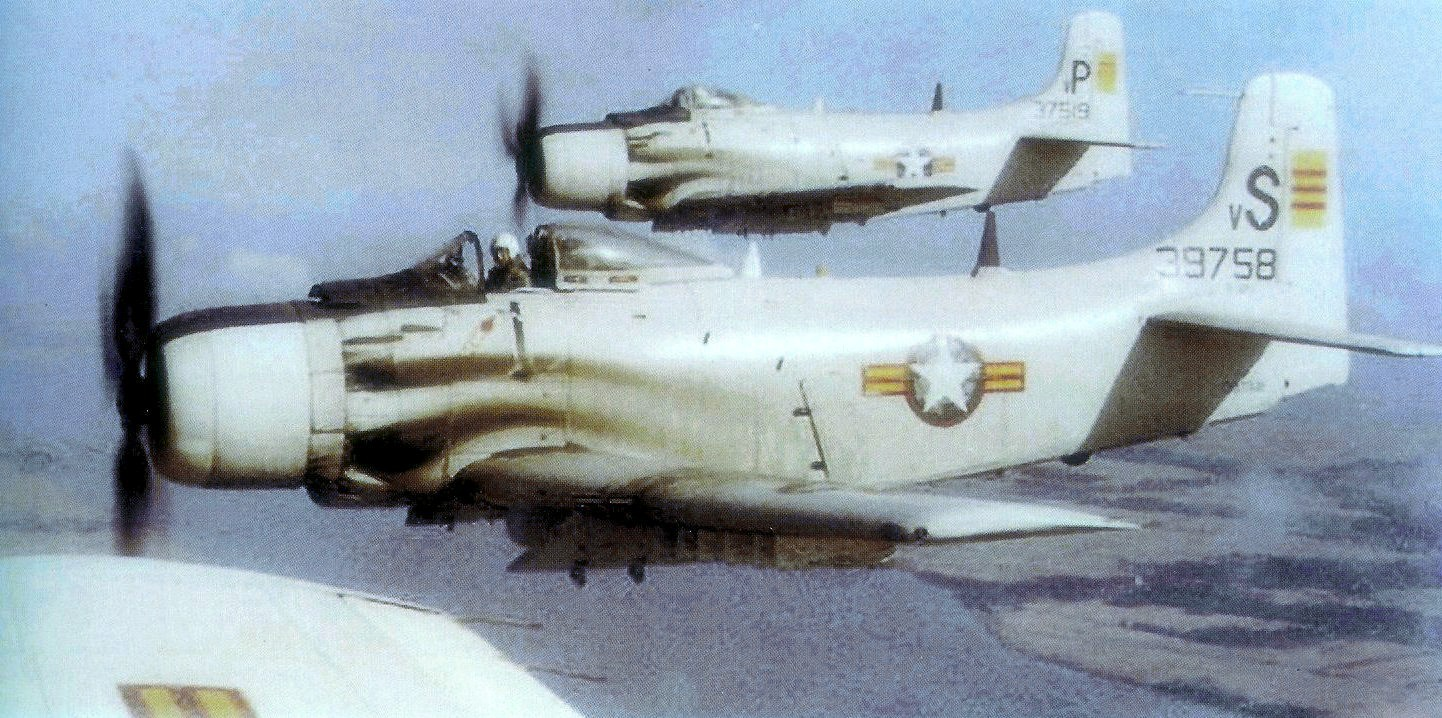
A-1H of the South Vietnamese Air Force 520th Fighter Squadron, Binh Thuy Air Base

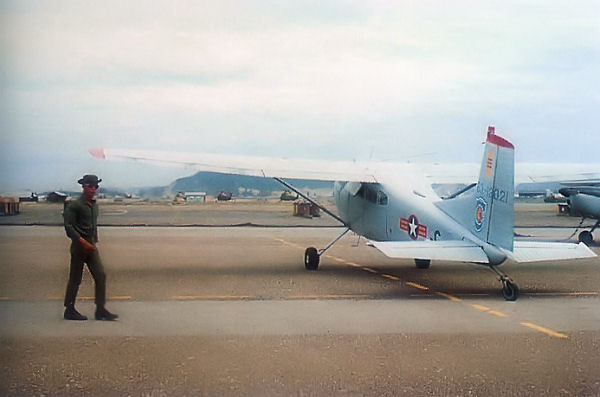
VNAF Cessna U-17A (USAF s/n 63-13021) at Nha Trang Air Base

- Douglas B-26 Invader - Provided during Farm Gate
- Martin B-57 Canberra - On loan from USAF for training only - never deployed in combat by VNAF

Aerei da caccia
- Grumman F8F Bearcat
- Northrop F-5A/B/C Freedom Fighter
- Northrop F-5E Tiger II

Aerei da osservazione e ricognizione
- Douglas RC-47 Dakota
- Northrop RF-5A Freedom Fighter
- Cessna L-19/O-1A Bird Dog
- Cessna O-2A Skymaster
- Morane-Saulnier MS.500

Elicotteri
- Aérospatiale SA 318 Alouette II
- Aérospatiale SA 319 Alouette II
- Bell UH-1 Iroquois/Huey
- Sikorsky H-19 Chickasaw
- Sikorsky H-34 Choctaw
- Boeing CH-47 Chinook

Aerei da addestramento
- Pazmany PL-1
- North American T-6 Texan
- North American T-28 Trojan - Provided during Farm Gate
- Cessna T-37 Tweet
- Cessna T-41 Mescalero

Aerei da trasporto tattico e strategico e multiruolo
- L-26 Aero Commander
- de Havilland Canada C-7 Caribou
- Beechcraft C-45 Expeditor
- Douglas C-47 Dakota
- Douglas DC-6/C-118 Liftmaster
- Fairchild C-119 Flying Boxcar
- Fairchild C-123 Provider
- Lockheed C-130 Hercules
- Dassault MD 315 Flamant
- de Havilland Canada U-6 Beaver
- Cessna U-17A/B Skywagon
- Republic RC-3 Seabee
- CASA C212 Aviocar